# جانشینی تاج‌وتخت لسوتو
جانشینی در تاج‌وتخت لسوتو بر اساس فصل پنجم قانون اساسی این کشور تعیین شده‌است. پادشاه کنونی لسوتو لتسی سوم است.
ماده ۴۵ فصل پنجم قانون اساسی لسوتو چنین بیان می‌دارد:
۱. شورای رؤسای قبیله‌ای می‌تواند در هر زمانی، مطابق با قوانین عرفی لسوتو، شخص (یا اشخاصی، به ترتیب اولویت) را که مستحق جانشینی مقام پادشاهی در صورت مرگ یا خالی‌شدن این مقام هستند، تعیین کند. در چنین حالتی، شخصی که پیش‌تر طبق این بخش تعیین شده باشد و بر اساس قانون عرفی واجد شرایط جانشینی باشد، به پادشاهی می‌رسد؛ اگر بیش از یک نفر باشد، شخصی که اولویت دارد، پادشاه می‌شود.

۲. اگر در زمان مرگ پادشاه یا خالی‌شدن مقام پادشاهی، شخصی مطابق بند اول تعیین نشده باشد، شورای رؤسا باید در اسرع وقت و طبق قانون عرفی لسوتو فردی را به عنوان پادشاه برگزیند. شخص منتخب بلافاصله به پادشاهی می‌رسد.

## ترتیب جانشینی در پادشاهی لسوتو
بر اساس فصل پنجم قانون اساسی لسوتو، جانشینی تاج‌وتخت از طریق قانون عرفی و توسط «مجمع رؤسای قبایل» تعیین می‌شود.
مطابق قانون، تنها مردان واجد شرایط، حق جانشینی دارند.

### سلسله جانشینی کنونی
- -     -       - (۳) شاهزاده بیرنگ سیسو (متولد ۱۹۹۰) **** (۴) شاهزاده ماسوفا سیسو (متولد ۱۹۹۳)